# Cymbidiella rhodochila
Cymbidiella rhodochila Rolfe 1918, es una especie epífita perteneciente a la familia de las orquídeas.

## Distribución y hábitat
Es originaria de Madagascar donde se encuentra en alturas de 800 a 1300 metros.

## Descripción
Es una orquídea de gran tamaño que prefiere clima cálido al fresco, es epífita con pseudobulbo oblongo-cónico de color morado negruzco que produce de 5 a 10 hojas, similares a las del género Cymbidium, son  lineales, agudas, de color verde y arqueada. El pseudobulbo se vuelve de color púrpura oscuro con la edad. Florece  en una erecta inflorescencia de 105 cm de largo, basal, con muchos racimos de flores de 10 cm de longitud que surgen desde la base de un pseudobulbo maduro. La flooración se produce a fines de la primavera. Es una planta perenne que requiere de riego y fertilizantes durante todo el año.  Casi siempre se encuentra en conjunción con especies de Platecerium.

## Nombre común
- Inglés: The Red-Lipped Cymbidiella

## Sinonimia
- Caloglossum rhodochilum (Rolfe) Schltr. 1918
- Cymbidiella pardalina Rchb.f. Garay 1976
- Cymbidium rhodochilum Rolfe 1904
- Grammangis pardalina Rchb.f 1885[1]